# Prokowo

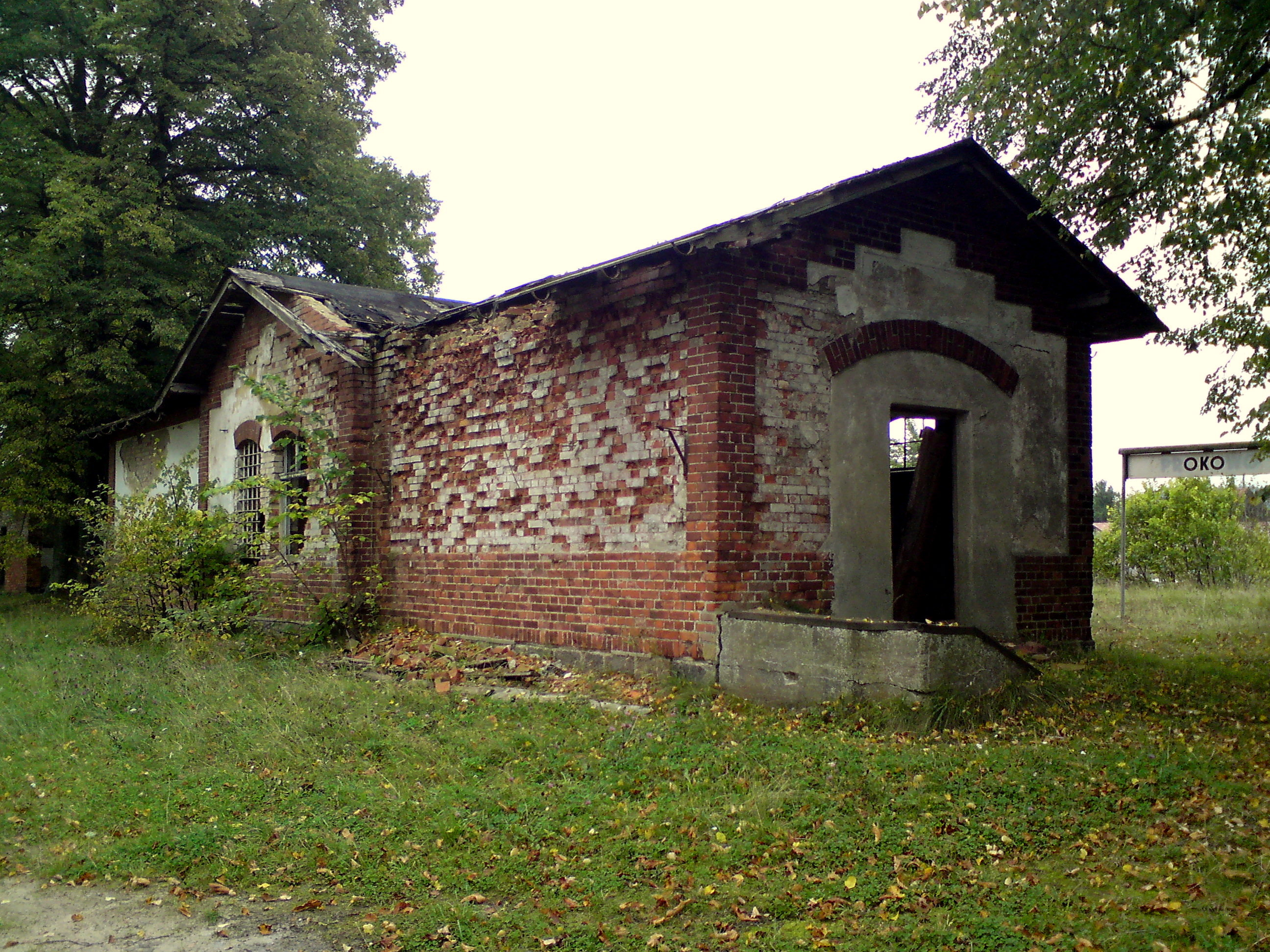
Zdewastowany budynek dworca

Prokowo (kaszub. Prokòwò) – wieś kaszubska w Polsce, położona w województwie pomorskim, w powiecie kartuskim, w gminie Kartuzy, na obrzeżach Kaszubskiego Parku Krajobrazowego. Prokowo jest siedzibą sołectwa, w którego skład wchodzą także Prokowskie Chrósty, Mokre Łąki i Sitna Góra. W pobliżu Prokowa przebiegała (dziś już zawieszona) linia kolejowa Kartuzy – Lębork. Odcinek tej linii (Prokowo – Sierakowice) jest wykorzystywany jako trasa kolei drezynowej. 
| SIMC    | Nazwa              | Rodzaj    |
| ------- | ------------------ | --------- |
| 0163392 | Mokre Łąki         | część wsi |
| 0163541 | Prokowskie Chrósty | część wsi |

W latach 1954–1959 wieś należała i była siedzibą władz gromady Prokowo, po jej zniesieniu w gromadzie Dzierżążno. W latach 1975–1998 miejscowość administracyjnie należała do województwa gdańskiego.

## Historia
Wieś kościelna, położona do 1772 r. w powiecie mirachowskim województwa pomorskiego. Przed 1920 miejscowość nosiła nazwę niemiecką Prockau.
Na początku listopada 1906 r. w miejscowej szkole elementarnej rozpoczął się strajk dzieci przeciwko nauczaniu religii w języku niemieckim (dalszy przebieg strajku nie jest znany). Z uczestników strajku znane jest tylko jedno nazwisko: Dawidowska. Strajk był elementem znacznie większej akcji biernego oporu wobec pruskich władz szkolnych, która na przełomie 1906 i 1907 r. objęła ponad 460 (!) szkół w prowincji Prusy Zachodnie, czyli przedrozbiorowe Pomorze Gdańskie, Powiśle, ziemię chełmińską i ziemię lubawską oraz część Krajny. Inspiracją dla strajków pomorskich były wcześniejsze działania dzieci w prowincji wielkopolskiej, ze słynnym strajkiem we Wrześni (1901) na czele.